# Euphorbia ambroseae
Euphorbia ambroseae es una especie de fanerógama perteneciente a la familia Euphorbiaceae.

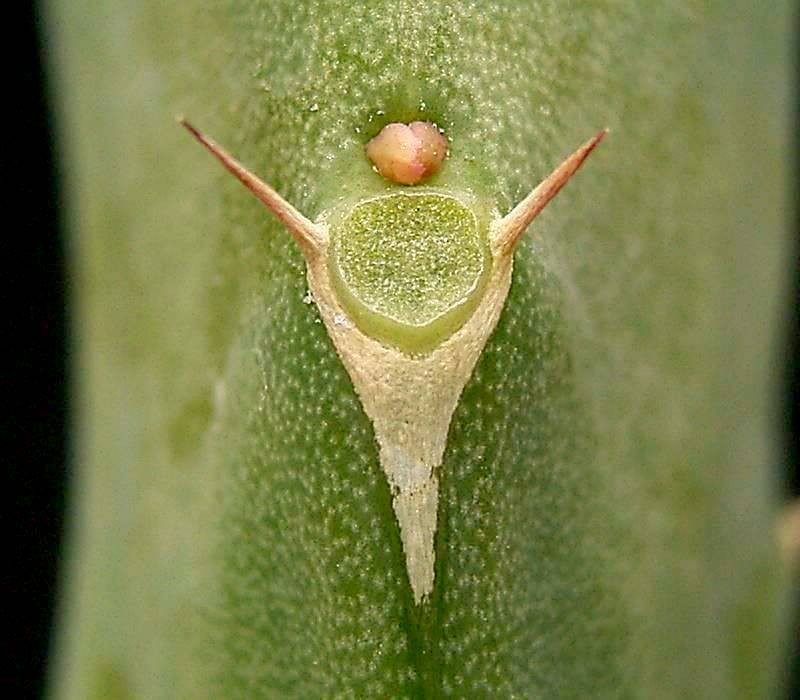
Detalle de la planta

## Descripción
Es una planta suculenta que alcanza los 90-120 cm de altura. Tiene espinas en el tallo. El tallo principal de 4 cm de diámetro, subcilíndrico hacia la base, angular anteriores, escasamente ramificados y ascendentes, ocasionalmente ± constreñida en segmentos, 4 (5)-en ángulo, de 1 (2) cm de diámetro en ángulos crenados superficialmente, con tubérculos 1-2.5 cm de separación a lo largo de los márgenes. Espinos muy pequeñas y delgadas, ± obovadas, de hasta 1 mm de ancho, angostamente decurrente, casi a la vista, debajo de la floración, a veces unidos en un margen córneo; diminutas espinas o ausentes; espinas de 1-2 mm de largo, o obsoletas. Hojas carnosas, de 10 mm de largo, apiculado orbicular, caducas. Inflorescencias en cimas solitarias, simples; ramas subsésiles de 2 mm de largo, brácteas de 2 mm de largo. Ciato de 4 × 5-7 mm, con involucro en forma de copa; glándulas 3-4 mm transversalmente oblongo-elípticas, de color amarillo-verdoso, margen exterior ligeramente rosado; lóbulos de 2,5 mm de ancho. El fruto es una cápsula de 3-3.5 × 4-5 mm, subglobosa, poco exerta en un pedicelo de 1,5 mm long. Semillas de 2 mm de largo, elipsoides, globosas, tuberculadas.

## Distribución y hábitat
Es endémica de Mozambique y Malaui, donde crece en la sombra de los matorrales densos y en los parches de bosques inundados de temporada en la llanura costera; en praderas arboladas y bosques secos, a una altitud de 40-760 m altura.

## Taxonomía
Euphorbia ambroseae fue descrito por Leslie Charles Leach y publicado en Kirkia 4: 15. 1964.
Etimología
Euphorbia: nombre genérico que deriva del médico griego del rey Juba II de Mauritania (52 a 50 a. C. - 23), Euphorbus, en su honor – o en alusión a su gran vientre – ya que usaba médicamente Euphorbia resinifera. En 1753 Carlos Linneo asignó el nombre a todo el género.
ambroseae: epíteto otorgado por Leslie Charles Leach en honor de la Sra. M.N. Ambrose que recolectó la planta.
Variedades
- Euphorbia ambroseae var. ambroseae
- Euphorbia ambroseae var. spinosa L.C.Leach[8]